# كونستانتينوس لايفيس
كونستانتينوس لايفيس (باليونانية: Κωνσταντίνος Λαΐφης)‏ هو لاعب كرة قدم قبرصي في مركز الدفاع ولد في يوم 19 مايو 1993 في بلدة باراليمني في قبرص، يلعب حالياً مع نادي ستاندر دي لييج في بلجيكا كمعار من نادي أولمبياكوس وسبق له العب مع نادي ألكي لارنكا وأنورثوسيس فاماغوستا، في سنة 2014 بدأ باللعب مع منتخب قبرص لكرة القدم ويبلغ طوله 185 سم.

## مسيرته الكروية
لعب كونستانتينوس لايفيس خلال مسيرته الاحترافية مع 4 أندية في أحد عشر موسمًا وسجل خلالها 15 هدفًا ضمن 212 مباراة. ولم يفز بأي موسم بالكأس أو بالدوري.
خاض كونستانتينوس لايفيس مسيرته مع نادي أنورثوسيس فاماغوستا في موسم 2011–12 ليلعب معه خمسة مواسم، مشاركًا في 62 مباراة سجل خلالها 8 أهداف. ثم انتقل إلى نادي ستاندارد لييج في موسم 2016–17 ليلعب معه أربعة مواسم، حيث شارك في 135 مباراة سجل خلالها 6 أهداف.

## روابط خارجية
- كونستانتينوس لايفيس على موقع الاتحاد الدولي (مؤرشف)  (الإنجليزية)
- كونستانتينوس لايفيس على موقع الاتحاد الأوربي (الإنجليزية)
- كونستانتينوس لايفيس على موقع قاعدة بيانات كرة القدم.إي يو (الإنجليزية)
- كونستانتينوس لايفيس على موقع ناشيونال فوتبول تيمز (الإنجليزية)
- كونستانتينوس لايفيس على موقع Soccerway.com (الإنجليزية)
- كونستانتينوس لايفيس على موقع عالم كرة القدم.نت (الإنجليزية)
- كونستانتينوس لايفيس على موقع AS.com (الإسبانية)